# Hrabstwo Henry (Indiana)

Piramida wieku hrabstwa

Hrabstwo Henry (ang. Henry County) – hrabstwo w stanie Indiana w Stanach Zjednoczonych.

## Geografia
Według spisu z 2010 roku obszar całkowity hrabstwa obejmuje powierzchnię 394,83 mili2 (1022,6 km²), z czego 391,88 mili2 (1014,96 km²) stanowią lądy, a 2,96 mili2 (7,67 km²) stanowią wody. Według szacunków United States Census Bureau w roku 2012 miało 49 345 mieszkańców. Jego siedzibą administracyjną jest New Castle.

### Miasta
- Blountsville
- Cadiz
- Dunreith
- Greensboro
- Kennard
- Knightstown
- Lewisville
- Middletown
- Mooreland
- Mount Summit
- New Castle
- Spiceland
- Springport
- Straughn
- Sulphur Springs